# Sinabulan
Sinabulan is een bestuurslaag in het regentschap Samosir van de provincie Noord-Sumatra, Indonesië. Sinabulan telt 401 inwoners (volkstelling 2010).